# Бейтс, Кэтрин Ли
Кэтрин Ли Бейтс (англ. Katharine Lee Bates, 1859—1929) — американская поэтесса. Известна как автор слов к гимну America the Beautiful («Америка прекрасна»), а также создатель образа Миссис Санта-Клаус в стихотворении «Goody Santa Claus on a Sleigh Ride» (1889).

## Биография

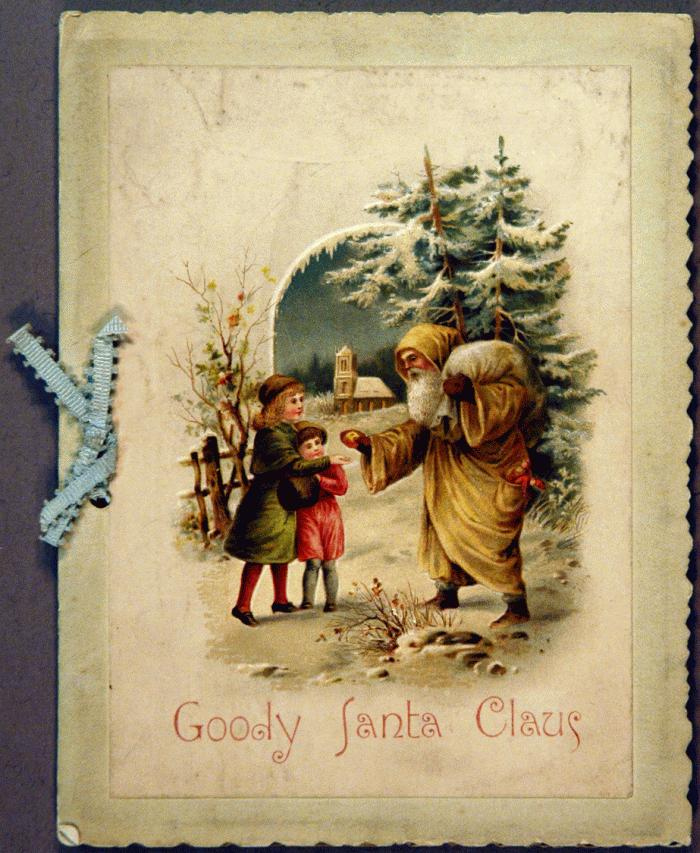
Обложка одного из первых изданий Goody Santa Claus

Кэтрин Бейтс родилась в Фалмуте, штат Массачусетс, в семье конгрегационалистского пастора Уильяма Бейтса и его жены Корнелии Фрэнсис Ли. Кэтрин окончила среднюю школу Needham в 1872 году, в 1875 году — Newton High School, и колледж Уэллсли в 1880 году со степенью бакалавра. В 1880—81 годах преподавала в средней школе в Нейтике, штат Массачусетс, а с 1885 по 1889 годы — в Dana Hall School в Уэлсли, после чего перешла на работу в колледж Уэллсли в качестве адъюнкта в 1891-93 годах, после чего получила степень магистра и стала профессором английского языка и литературы. В 1890-91 годах училась в Оксфордском университете в Великобритании. В период преподавания в колледже Уэллсли Кэтрин Бейтс была избрана членом возникшего тогда почетного общества Пи Гамма Мю благодаря её интересу к истории и политике.
Бейтс была автором многих поэтических сочинений, книг о путешествиях и детских книг. В частности, в своём стихотворении 1889 года «Goody Santa Claus on the Sleigh Ride» она впервые сделала главным героем жену Санта-Клауса — миссис Санта-Клаус.
Регулярно публиковалась в периодических изданиях, таких как Atlantic Monthly, The Congregationalist, Boston Evening Transcript, Christian Century, Contemporary Verse, Lippincott’s and Delineator, иногда под псевдонимом «Джеймс Линкольн».
По политическим убеждениям Бейтс всю жизнь была сторонницей республиканской партии, но в 1924 году порвала с республиканцами из-за их оппозиции к участию Америки в Лиге Наций и поддержала кандидата в президенты от Демократической партии Джона Дэвиса. Бейтс заявила при этом: «Хотя я родилась и выросла в лагере республиканцев, но я не могу вынести их предательства Вильсона и их отказа от Лиги Наций, нашей единственной надежды на мир на земле».
По сексуальной ориентации Бейтс была лесбиянкой и в течение 25 лет жила в «бостонском браке» с партнершей, преподавательницей истории и политической экономии колледжа Уэллсли Кэтрин Коумен до кончины последней в 1915 году.
Кэтрин Бейтс умерла в Уэлсли, штат Массачусетс, и похоронена на кладбище Оук-Гроув в Фалмуте.